# Rowena Ondaan
Rowena Ondaan (26 juni 1995) is een Nederlands voetbalster met een Surinaams voetbalpaspoort. Ze speelt in de Topklasse van het Nederlandse vrouwenvoetbal en komt uit voor het Surinaamse voetbalelftal.

## Carrière
Rowena Ondaan speelt sinds 2016 voor SSS Klaaswaal, dat sinds 2018 uitkomt in de Topklasse, de hoogste klasse in het Nederlandse vrouwenvoetbal. Ze traint vijf keer per week. Van beroep is ze verpleegkundige in de zorg.
Ze is van Surinaamse komaf maar was nog nooit in Suriname geweest. Begin 2022 legde de voetbalmanager Brian Tevreden contact met haar. Ze kreeg het aanbod om voor het Surinaams vrouwenvoetbalelftal te spelen in de kwalificatiewedstrijden voor het Wereldkampioenschap voetbal vrouwen van 2023. Het nationale elftal bestond in 2022 voor de helft uit spelers uit de Surinaamse diaspora. Ze was in 2022 verdediger tijdens de kwalificatiewedstrijden voor het Wereldkampioenschap voetbal vrouwen van 2023. Op 18 februari 2022 leed ze met haar team een grote Nederlaag van 9-0 tegen Mexico, waarna de kansen klein waren om nog te kunnen doorstoten naar het eindtoernooi. De thuiswedstrijd tegen Anguilla werd gewonnen met 5-0, de uitwedstrijd tegen Puerto Rico verloren met 2-0 en de thuiswedstrijd tegen Antigua en Barbuda gewonnen met 5-1.